# پشت‌پره‌ای‌های آسیایی
پشت‌پره‌ای‌های آسیایی (نام علمی: Chitala) نام یک سرده از تیره پشت‌پرگان است.